# Union der Kammern und Börsen der Türkei
Die Union der Kammern und Börsen der Türkei (türkisch Türkiye Odalar ve Borsalar Birliği, TOBB) ist ein seit 1950 bestehender Rechtsträger des türkischen Privatsektors in Ankara. Die TOBB hat über 360 Mitglieder und vertritt 1,2 Millionen Einzelunternehmen verschiedener Industrie- und Wirtschaftskammern sowie der Warenbörsen. Derzeitiger Präsident ist Mustafa Rifat Hisarcıklıoğlu.
2014 war sie Partner des Deutsch-Türkischen Wissenschaftsjahres.